# Arrows
Arrows Grand Prix International a fost o echipă britanică de Formula 1 care a concurat în campionatul mondial între sezoanele 1978-1990 și 1997-2002. În această perioadă, echipa a acumulat 8 podiumuri și un pole position, nereușind să câștige vreo cursă.

## Origini
Echipa Arrows Grand Prix International a fost fondată în Milton Keynes, Anglia, în noiembrie 1977, de către omul de afaceri italian Franco Ambrosio, Alan Rees, fostul pilot de curse Jackie Oliver, Dave Wass și Tony Southgate (echipa trăgându-și numele de la inițialele numelui lor) după ce au părăsit echipa Shadow. Echipa s-a format și a apărut pe grilă pentru prima lor cursă la Marele Premiu al Braziliei din 1978, toate în trei luni.

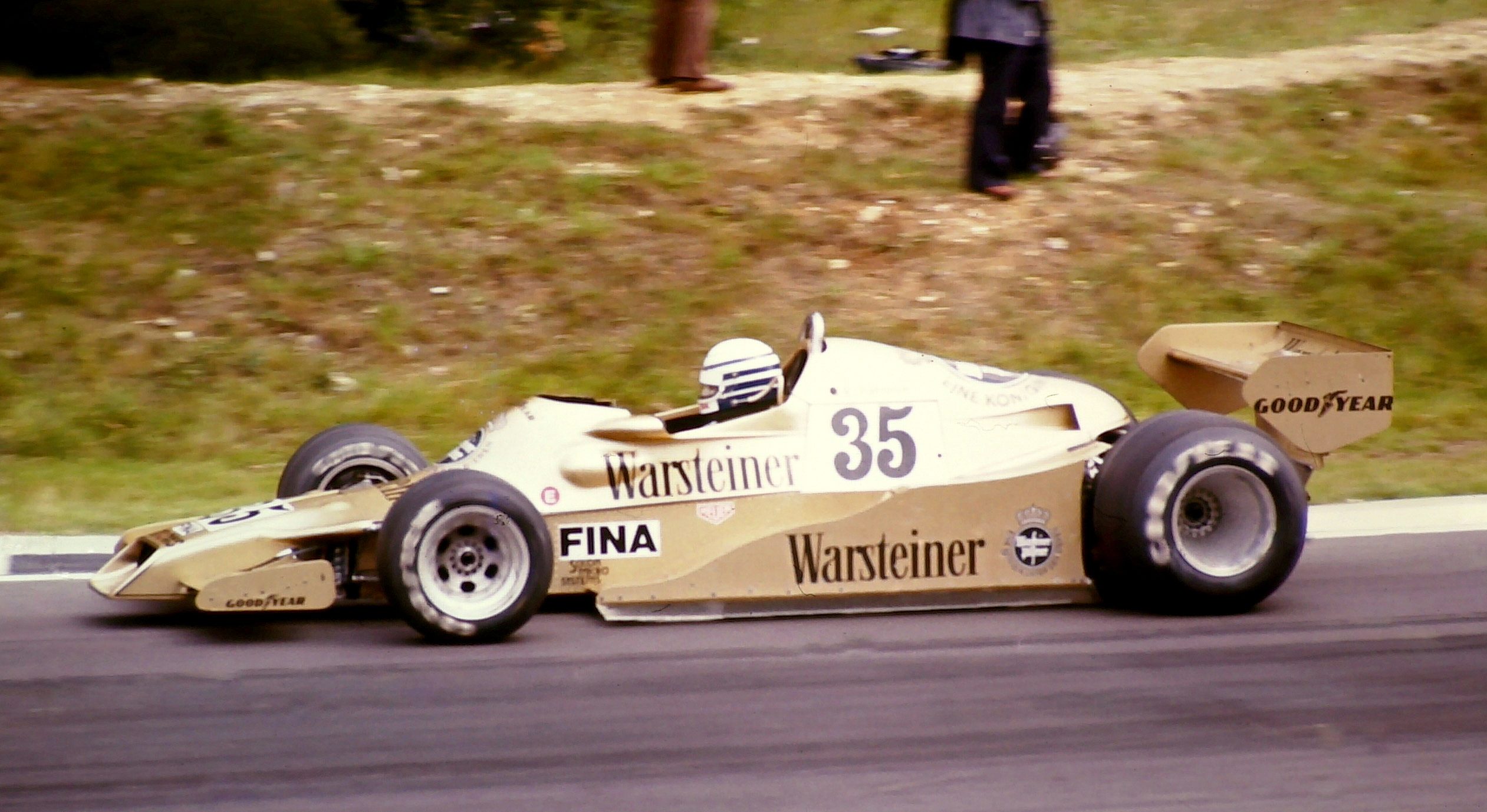
Prima mașină a echipei, FA1, a fost interzisă după ce a fost desemnată drept o copie directă a Shadow DN9.

Arrows i-a semnat pe Gunnar Nilsson și Riccardo Patrese drept piloți de curse, dar Nilsson fusese diagnosticat cu cancer la scurt timp după. Din cauza sănătății lui precare, Rolf Stommelen i-a luat locul. Echipa a rulat inițial o copie a Shadow DN9, cu inițialele primului sponsor al echipei, Franco Ambrosio, folosite în denumirea mașinii, Arrows FA1. Cu toate acestea, Ambrosio a părăsit echipa la începutul anului 1978 când a fost închis în Italia pentru nereguli financiare și sponsorul principal a devenit Warsteiner. Shadow i-a dat în judecată pentru încălcarea drepturilor de autor, iar Înaltele Curți din Londra au decis că FA1 a fost o copie directă a Shadow DN9. Arrows știa că vor pierde cazul și a proiectat o mașină nou-nouță, Arrows A1, în 52 de zile. A fost dezvăluită a doua zi după ce Înalta Curte de Justiție din Londra a susținut cererea lui Shadow și a interzis echipei să participe cu FA1.

## Istoric

### Arrows Grand Prix International (1978-1990)
Patrese a marcat puncte în cea de-a treia cursă a echipei, Marele Premiu de Vest al Statelor Unite de la Long Beach. Era în drum spre victorie în Africa de Sud, dar o defecțiune a motorului în fazele finale ale cursei i-a răpit victoria. Un loc al doilea în Suedia, în spatele lui Niki Lauda, a fost un punct culminant pentru italian. În septembrie 1978, în Marele Premiu al Italiei de la Monza, Patrese a fost implicat într-un accident care i-a luat în cele din urmă viața lui Ronnie Peterson. Patrese a fost acuzat că a provocat accidentul și, ulterior, i-a fost interzis să participe la următorul eveniment (Marele Premiu al Statelor Unite) de către colegii săi piloți. Patrese a fost mai târziu exonerat de toate acuzațiile.
La Marele Premiu al Principatului Monaco din 1979, Jochen Mass în mașina Arrows A1 s-a mutat pe locul trei în timpul cursei și părea să se apropie de lideri. Cu toate acestea, problemele de frână l-au coborât pe poziția a șasea până la apariția steagului în carouri. Lotus a introdus efectul de sol în F1 în 1978 și, drept urmare, Tony Southgate a proiectat și el o mașină radicală cu efect de sol, A2. Deși era uimitoare la vedere, nu era competitivă și Arrows a fost forțată să folosească o versiune îmbunătățită a A1.

#### Succes moderat în anii 1980
Având în vedere că A2 era prea radical, Southgate a proiectat Arrows A3 pentru 1980. Mașina a fost competitivă și a fost folosită și în sezonul următor. În 1981, Patrese a obținut singurul pole position din istoria echipei, la Long Beach, și a menținut prima poziție în cursă până la retragerea cu probleme mecanice din turul 33 din 80. Arrows a terminat pe locul opt în Campionatul Constructorilor din acel an.

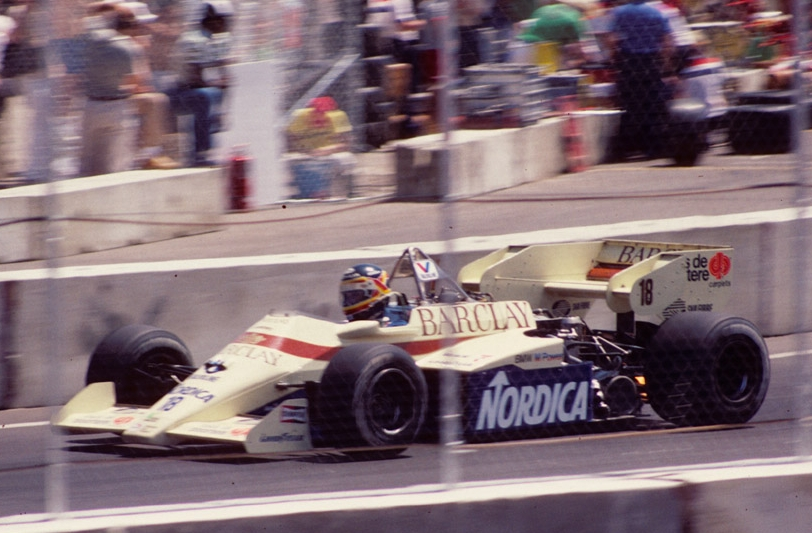
Thierry Boutsen în.

În 1984, cu motoare BMW M12 turbo și sponsorizare de la marca de țigarete Barclay, lucrurile s-au îmbunătățit mult. În acel an, au terminat pe locul nouă în Campionatul Constructorilor și pe locul opt în 1985. La Marele Premiu al statului San Marino din 1985, Thierry Boutsen a terminat pe locul al treilea în spatele lui Alain Prost și Elio de Angelis. Totuși, după cursă, Prost a fost descalificat deoarece mașina lui era sub greutatea minimă, oferindu-i lui Boutsen locul doi.
Tony Southgate s-a certat cu ceilalți membri fondatori și a plecat să lucreze pentru Tom Walkinshaw, care va avea un impact major asupra echipei în anii următori. Sezonul 1986 a fost un dezastru. Mașina A9 a fost livrată târziu după ce British Aerospace a avut probleme la construirea primului șasiu din compozit de carbon al echipei. Mașina s-a dovedit a fi necompetitivă, iar designerul său, Dave Wass, a plecat să se alăture Benetton, lăsându-i doar pe Oliver și Alan Rees la conducere. Oliver nu a pierdut timpul cu înlocuirea celor doi și l-a angajat pe Ross Brawn pentru a proiecta modelul A10 eficient pentru 1987.

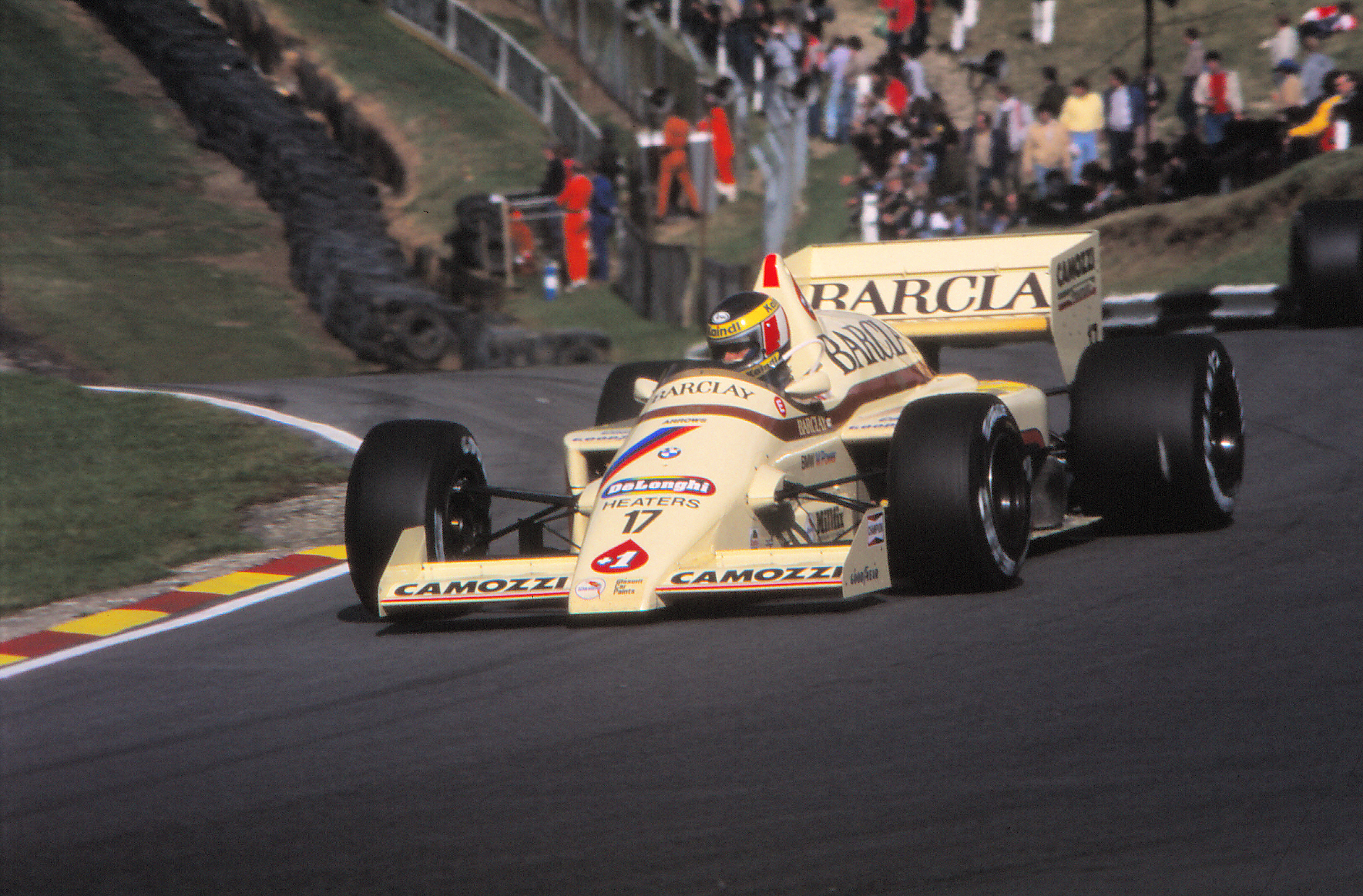
Gerhard Berger în.

BMW s-a retras din Formula 1, iar motoarele au primit insigna Megatron printr-o înțelegere cu sponsorul principal al Arrows, USF&G, iar echipa britanică a avut cele mai bune sezoane de până acum, terminând pe locul șapte în 1987 și pe locul cinci în 1988 (ultimul an pentru motoarele turbo). În timp ce 1987 și 1988 au fost cei mai buni ani pentru Arrows în F1, ei au fost și motiv de frustrare pentru echipă și pentru piloții săi Eddie Cheever și Derek Warwick. La începutul anului 1987, organismul de conducere al sportului (FIA) a ordonat ca toate mașinile cu motor turbo să folosească o supapă de pop-off pentru a restricționa impulsul turbo. Acest lucru a fost făcut nu numai pentru a încetini mașinile din motive de siguranță, ci a fost un efort de a reduce costurile în creștere rapidă ale Formulei 1. Problema pentru Arrows era că supapa se întrerupea în mod regulat mai jos decât limita stabilită (4,0 bar în 1987, 2,5 bar în 1988). Aceasta însemna că motoarele Megatron nu își produceau întreaga putere. Proiectantul de motoare al echipei, Heini Mader, i-a trebuit timp până chiar înainte de Marele Premiu al Italiei din 1988 de la Monza (runda 12) pentru a găsi soluția, care era pur și simplu mutarea supapei mai aproape de motor, ceva ce inginerii Honda și Ferrari au descoperit cu mult înainte. Deși Cheever și Warwick au terminat cursa pe locul al treilea și, respectiv, al patrulea, era deja prea târziu, deoarece era motoarelor turbo s-a încheiat după sezonul 1988.
Warwick și Cheever au rămas cu echipa și în 1989 și au condus Arrows A11 proiectat de Brawn, care era propulsat de motorul Ford DFR V8. Cel mai bun rezultat al echipei a venit la Marele Premiu al Statelor Unite, în orașul natal al lui Cheever, Phoenix. Acolo, americanul a obținut ultimul său podium terminând pe locul al treilea. În cele din urmă, totuși, Cheever a avut dificultăți cu A11 (care a trebuit să fie modificat special la începutul sezonului pentru ca americanul înalt să poată încăpea în mașină) nereușind să se califice la Marele Premiu al Marii Britanii și Italiei. Ghinionul lui Warwick a continuat și el: o oprire lungă la boxe în timpul cursei de deschidere a sezonului, din Brazilia, l-a costat ceea ce mulți credeau că ar fi fost prima sa victorie, în timp ce în runda a 6-a, în Marele Premiu al Canadei, Warwick a condus cursa pentru scurt timp și a fost pe locul doi când motorul său Ford V8 a explodat. Fusese în mod regulat mai rapid decât cei din spatele lui (inclusiv decâteventualul câștigător Thierry Boutsen, care conducea un Williams-Renault) și ar fi putut câștiga atunci când liderului cursei, Ayrton Senna, i-a explodat motorul Honda în mașina sa McLaren, cu doar două tururi rămase. După ce a terminat pe locul cinci în 1988, Arrows a coborât pe locul șapte în 1989.
Omul de afaceri japonez Wataru Ohashi a investit în Arrows în 1990, iar mașinile au început să afișeze logo-ul Footwork în mod vizibil. Jackie Oliver și-a vândut acțiunile din echipă lui Ohashi, dar a rămas ca director de echipă. Alan Jenkins a fost angajat ca director tehnic după ce Brawn s-a mutat la TWR, dar a avut o relație dificilă cu Oliver. Echipa a fost redenumită oficial drept Footwork pentru 1991 și a obținut o înțelegere pentru a concura cu motoare Porsche V12.

### TWR Arrows (1997-2002)

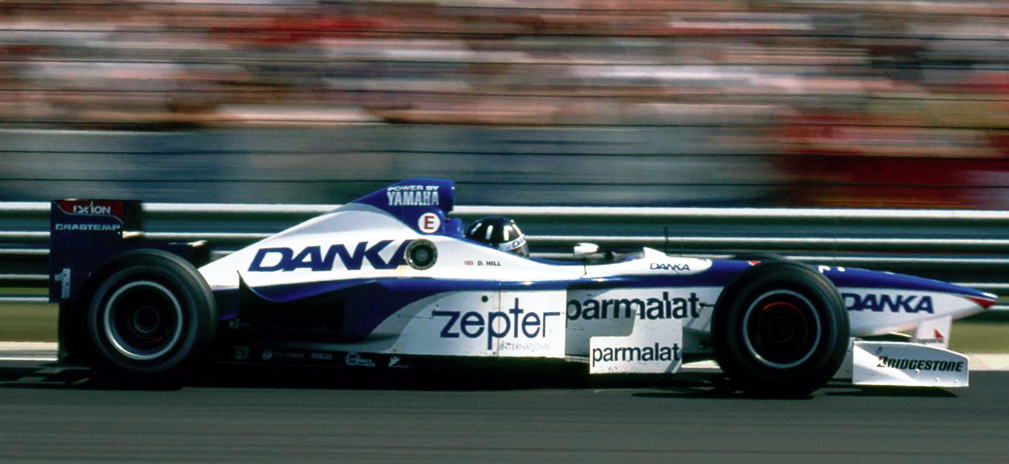
Damon Hill conducând. El a pierdut victoria în ultimele tururi ale cursei din cauza unei defecțiuni mecanice.

După o încercare eșuată de a cumpăra Ligier, Tom Walkinshaw a cumpărat 51% din echipă. Procedând astfel, el a cumpărat partea lui Alan Rees în martie 1996, iar echipa a renunțat la numele Footwork. Preluând Arrows, l-a adus și pe designerul Frank Dernie și pe alții cu el de la Ligier și l-a lăsat pe Alan Jenkins, care s-a alăturat noii echipe Stewart. Walkinshaw a avut o istorie de succes în diferite categorii de sport cu motor, câștigând de trei ori Campionatul Mondial de mașini sport pentru Jaguar, mai multe campionate de mașini de turism și a fost în spatele primului titlu mondial al lui Michael Schumacher. La acea vreme, TWR conducea echipa Holden Racing în Australia cu mare succes. Acasă, Walkinshaw conducea echipa Volvo în campionatul britanic de mașini de turism, iar programele Volvo și Arrows erau operate concomitent.
Walkinshaw avea planuri să transforme Arrows într-o echipă câștigătoare a campionatului mondial. În acest scop, în septembrie, el l-a semnat pe campionul mondial Damon Hill și l-a angajat pe bogatul brazilian Pedro Diniz pentru a-l ajuta să-i plătească salariul lui Hill. Operațiunea sa TWR (Tom Walkinshaw Racing) și-a mutat sediul la Leafield și a pus la punct o nouă echipă tehnică. John Judd a pregătit motorul Yamaha, în timp ce Dernie a făcut loc lui John Barnard, care a fost angajat ca designer și șef tehnic. În cadrul unei oferte exclusive, Bridgestone a furnizat anvelope. Echipa aproape și-a asigurat o primă victorie la Marele Premiu al Ungariei din 1997, unde Hill a început pe locul trei și l-a depășit pe Michael Schumacher pentru a ocupa primul loc. Hill a condus confortabil cursa până când, cu doar două tururi rămase, sistemul hidraulic a suferit defecțiuni. Hill a fost depășit în ultima tururi, dar a reușit să termine pe locul al doilea.
Întrucât Hill a părăsit Arrows după sezonul 1997 pentru a concura pentru Jordan, echipa l-a contractat pe pilotul finlandez Mika Salo pentru sezonul 1998 de F1. 1998 a marcat o nouă eră pentru Arrows, deoarece echipa a decis să-și construiască propriile motoare după ce a cumpărat compania de pregătire a lui Brian Hart. Un V10 Arrows T2-F1 a fost realizat pentru a propulsa mașinile echipei. S-a dovedit a fi totuși un sezon dificil, deși ambele mașini au terminat pe locul al patrulea și al șaselea la Marele Premiu al Principatului Monaco din 1998, iar Diniz a obținut locul cinci în cursa pe ploaie din Belgia. Arrows a terminat pe locul șapte în Campionatul Constructorilor, cu un total de șase puncte. Barnard a părăsit echipa după o dispută cu Walkinshaw, Mike Coughlan fiind noul director tehnic. În acest moment, Zakspeed a încercat să cumpere acțiunile lui Walkinshaw la Arrows pentru aproximativ 40 de milioane de dolari, dar termenii nu au putut fi atinși și afacerea a eșuat.

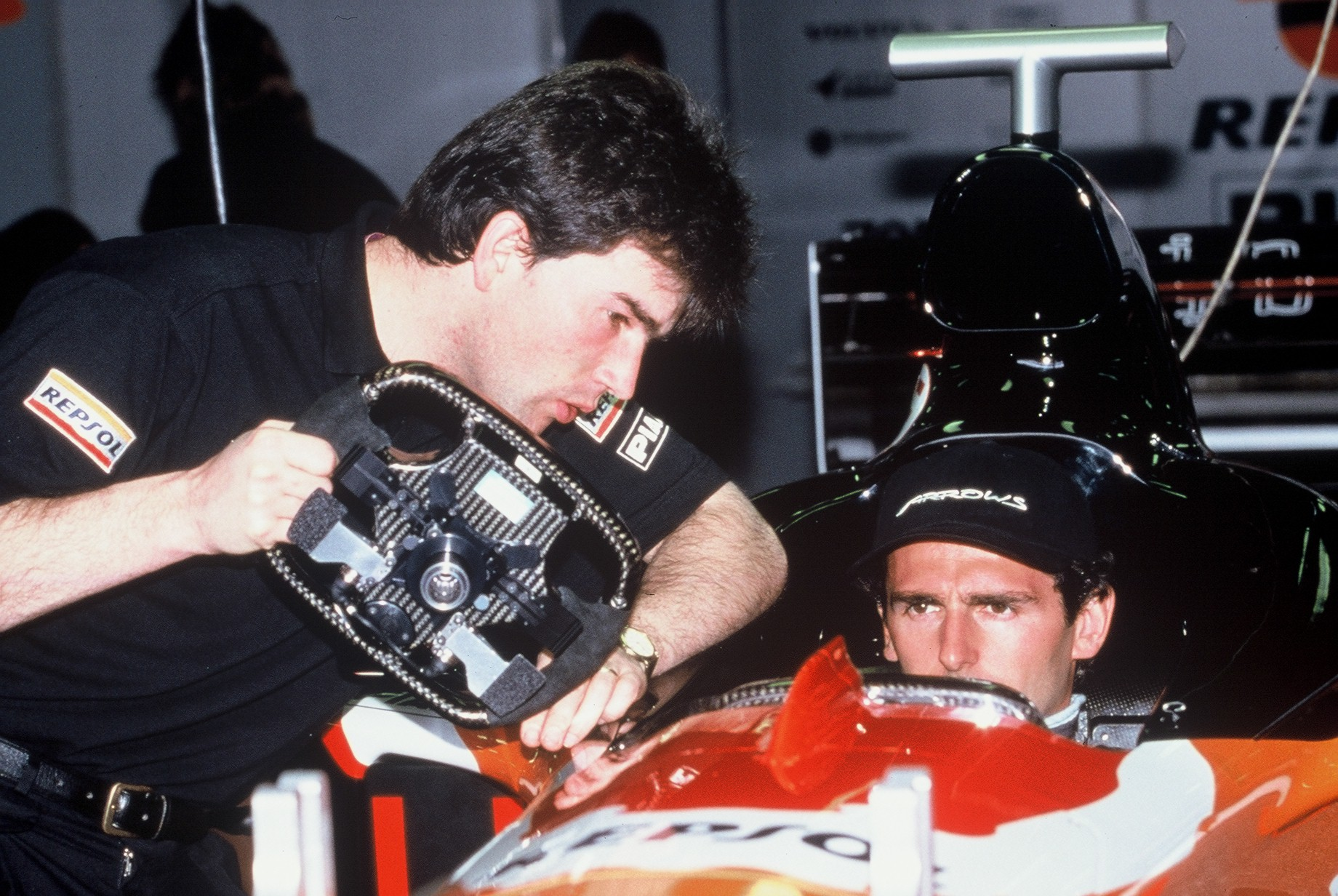
Pedro de la Rosa la volanul mașinii Arrows A20 în.

La începutul sezonului de Formula 1 din 1999, Malik Ado Ibrahim a cumpărat 25% din acțiunile echipei, iar marca sa T-Minus a apărut pe mașini în cea mai mare parte a anului. Cu toate acestea, nici el nu a putut oferi finanțare suficientă. Anul a fost unul greu, banii erau strânși, iar mașina era o actualizare ușoară a modelului din 1998. Un singur punct a fost marcat tot sezonul. În 1999, Jackie Oliver și-a vândut acțiunile rămase, lăsându-l pe Walkinshaw în control complet. O înțelegere cu compania de acțiuni Morgan Grenfell, care a cumpărat Arrows, a menținut echipa pe linia de plutire, dar avea implicații pe termen lung pentru TWR. Linia de piloți s-a schimbat atunci când echipa l-a adus pe debutantul Pedro de la Rosa și pe pilotul Tyrrell din 1998, Toranosuke Takagi, care au adus ambii fonduri extrem de necesare.
În sezonul 2000, Jos Verstappen a semnnat cu Arrows, alături de coechipierul Pedro de la Rosa. Șasiul a fost Arrows A21 cu un motor Supertec (redenumit din Renault), unitățile construite întern dovedindu-se a fi nereușite. Motorul Supertec nu era cel mai puternic, dar era încă foarte bun și fusese dezvoltat în continuare pentru sezon. Aliat cu un pachet aerodinamic excelent și o stabilitate bună din spate, a permis Arrows A21 să stabilească cele mai bune viteze în linie dreaptă în mod constant în jurul circuitelor. Un aflux de sponsorizări de la Orange a ajutat la finanțarea echipei. În general, atât Verstappen, cât și de la Rosa au fost competitivi într-un mijloc apropiat. În timpul sezonului 2000, echipa Arrows a luat parte la un serial TV din treisprezece părți numit Racing Arrows, care a urmărit echipa și piloții pe tot parcursul anului. A fost difuzat pe canalul de televiziune britanic ITV în 2001, în timpul nopții târzii.

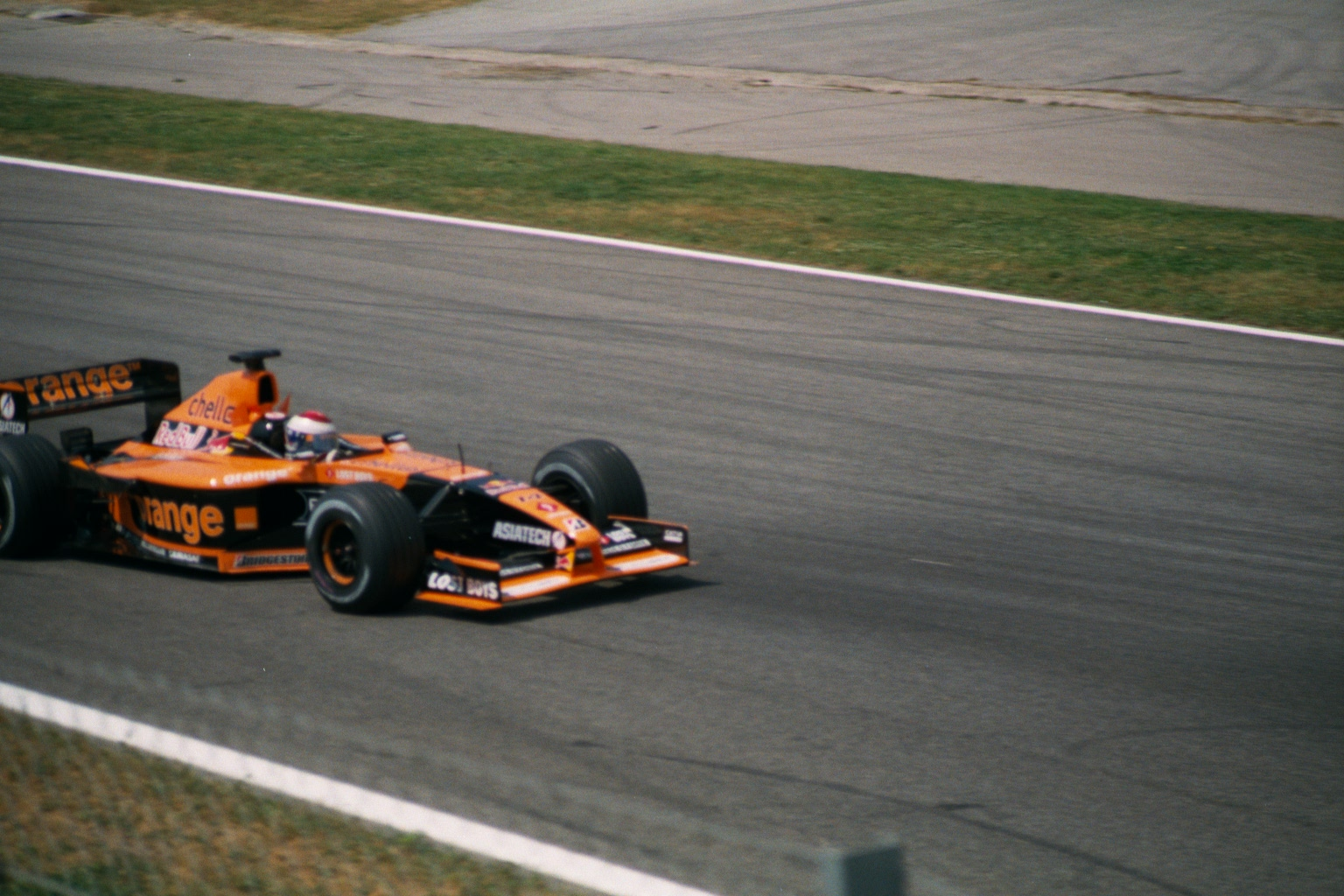
Jos Verstappen în.

Supertec a fost cumpărat de Renault la sfârșitul anului 2000. Ca urmare, o trecere la Asiatech (redenumit din Peugeot) V10 în 2001 și pierderea din personal, inclusiv managerul echipei Steve Nielsen și designerul Eghbal Hamidy, au lăsat echipa mult mai slabă în 2001, când Tom Walkinshaw a decis să-l înlocuiască pe de la Rosa cu debutantul Enrique Bernoldi. Echipa a avut dificultăți de-a lungul sezonului, iar Verstappen a marcat singurul punct al echipei în Austria.

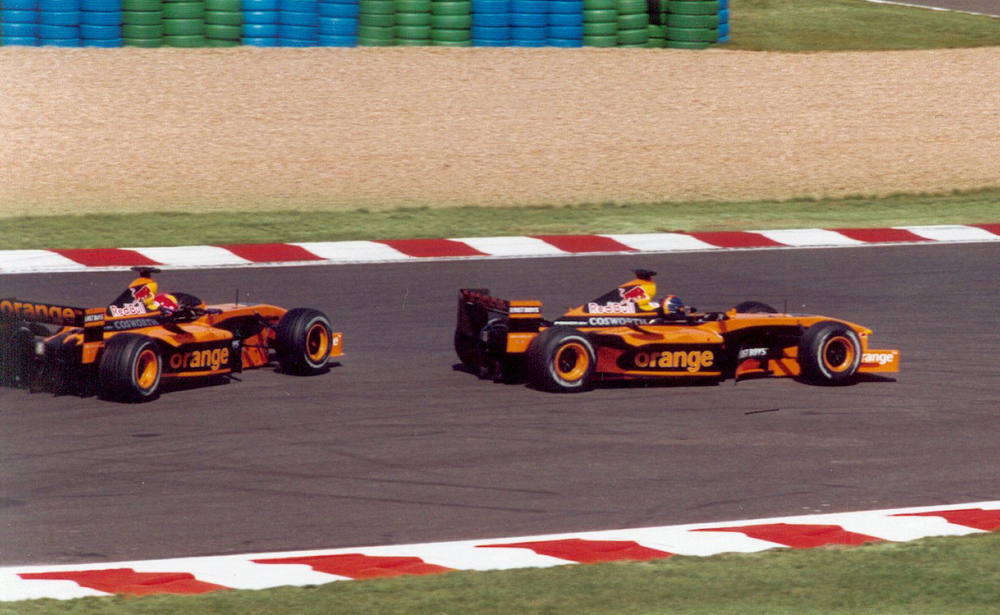
Heinz-Harald Frentzen și Enrique Bernoldi nu s-au calificat mod deliberat conform instrucțiunilor echipei pentru, deoarece problemele financiare ale echipei s-au înrăutățit.

În 2002, Walkinshaw a încheiat o înțelegere pentru a utiliza motoarele Cosworth V10 pentru a ajuta Jaguar să devină o echipă competitivă și l-a păstrat pe Bernoldi (cu sprijinul Red Bull), dar a renunțat la Verstappen în favoarea lui Heinz-Harald Frentzen, care a devenit disponibil atunci când echipa Prost Grand Prix a dat faliment. Acest lucru l-a determinat pe Verstappen să dea echipa în judecată cu succes pentru încălcarea contractului. De asemenea, în acel an, echipa l-a plătit costisitor și pe Pedro Diniz după ce l-a dat în judecată fără succes pe brazilian, care și-a direcționat finanțarea către Sauber pentru 1999. Echipa s-a confruntat cu un al treilea litigiu din partea lui Frentzen, care a fost contractat cursă cu cursă și care nu încă a fost plătit. Creșterea datoriilor, inclusiv banii datorați către Cosworth, a marcat sfârșitul. Coroborat cu probleme de sponsorizare, Arrows a rămas fără bani la mijlocul sezonului și nu a apărut la toate cursele de la sfârșitul anului, piloții lor nereușind în mod deliberat să se califice pentru Marele Premiu al Franței din acel an. Negocierile au fost întreprinse pe tot parcursul sezonului cu potențiali investitori pentru a cumpăra acțiuni în echipă sau pentru a o cumpăra direct, cum ar fi Craig Pollock - care tocmai fusese înlăturat de la BAR și a făcut de două ori o ofertă pentru echipă - precum și Dietrich Mateschitz. Echipa a intrat în lichidare la sfârșitul sezonului, forțând și TWR să se închidă.
Un consorțiu condus de Phoenix Finance a achiziționat o parte din activele echipei, în special motoarele, crezând că împreună cu achiziționarea vechilor active Prost Grand Prix, le va câștiga intrarea în sezonul 2003. Cu toate acestea, cererea lor a fost respinsă de FIA. În istoria lor de participare, Arrows a stabilit la momentul ieșirii din sport recordul neinvidiat de 296 de curse fără victorie (care între timp a fost doborât de alte două echipe), deși au obținut opt podiumuri, dintre care cinci locuri secunde.

## Palmares în Formula 1
| Sezon                                                   | Nume                                                                          | Șasiu(ri) | Motor                    | Pneu | Nr.            | Piloți                                      | Puncte | CMC |
| ------------------------------------------------------- | ----------------------------------------------------------------------------- | --------- | ------------------------ | ---- | -------------- | ------------------------------------------- | ------ | --- |
| 1978                                                    | Arrows Racing Team Warsteiner Arrows Racing Team                              | FA1 A1    | Ford-Cosworth DFV 3.0 V8 | G    | 35             | Riccardo Patrese                            | 11     | 9   |
| 1978                                                    | Arrows Racing Team Warsteiner Arrows Racing Team                              | FA1 A1    | Ford-Cosworth DFV 3.0 V8 | G    | 36             | Riccardo Patrese                            | 11     | 9   |
| 1978                                                    | Arrows Racing Team Warsteiner Arrows Racing Team                              | FA1 A1    | Ford-Cosworth DFV 3.0 V8 | G    | Rolf Stommelen |                                             | 11     | 9   |
| 1979                                                    | Warsteiner Arrows Racing Team                                                 | A1 A2     | Ford-Cosworth DFV 3.0 V8 | G    | 29             | Riccardo Patrese                            | 5      | 9   |
| 1979                                                    | Warsteiner Arrows Racing Team                                                 | A1 A2     | Ford-Cosworth DFV 3.0 V8 | G    | 30             | Jochen Mass                                 | 5      | 9   |
| 1980                                                    | Warsteiner Arrows Racing Team Warsteiner Arrows Racing with Penthouse Rizla+. | A3        | Ford-Cosworth DFV 3.0 V8 | G    | 29             | Riccardo Patrese                            | 11     | 7   |
| 1980                                                    | Warsteiner Arrows Racing Team Warsteiner Arrows Racing with Penthouse Rizla+. | A3        | Ford-Cosworth DFV 3.0 V8 | G    | 30             | Jochen Mass                                 | 11     | 7   |
| 1980                                                    | Warsteiner Arrows Racing Team Warsteiner Arrows Racing with Penthouse Rizla+. | A3        | Ford-Cosworth DFV 3.0 V8 | G    | 30             | Mike Thackwell                              | 11     | 7   |
| 1980                                                    | Warsteiner Arrows Racing Team Warsteiner Arrows Racing with Penthouse Rizla+. | A3        | Ford-Cosworth DFV 3.0 V8 | G    | 30             | Manfred Winkelhock                          | 11     | 7   |
| 1981                                                    | Ragno Arrows Beta Racing Team                                                 | A3        | Ford-Cosworth DFV 3.0 V8 | M P  | 29             | Riccardo Patrese                            | 10     | 8   |
| 1981                                                    | Ragno Arrows Beta Racing Team                                                 | A3        | Ford-Cosworth DFV 3.0 V8 | M P  | 30             | Siegfried Stohr Jacques Villeneuve Sr.      | 10     | 8   |
| 1982                                                    | Ragno Arrows                                                                  | A4 A5     | Ford-Cosworth DFV 3.0 V8 | P    | 29             | Brian Henton Marc Surer                     | 5      | 10  |
| 1982                                                    | Ragno Arrows                                                                  | A4 A5     | Ford-Cosworth DFV 3.0 V8 | P    | 30             | Mauro Baldi                                 | 5      | 10  |
| 1983                                                    | Arrows Racing Team                                                            | A6        | Ford-Cosworth DFV 3.0 V8 | G    | 29             | Marc Surer                                  | 4      | 10  |
| 1983                                                    | Arrows Racing Team                                                            | A6        | Ford-Cosworth DFV 3.0 V8 | G    | 30             | Chico Serra Alan Jones Thierry Boutsen      | 4      | 10  |
| 1984                                                    | Barclay Nordica Arrows                                                        | A6        | Ford-Cosworth DFV 3.0 V8 | G    | 17             | Thierry Boutsen                             | 3      | 10  |
| 1984                                                    | Barclay Nordica Arrows                                                        | A6        | Ford-Cosworth DFV 3.0 V8 | G    | 18             | Marc Surer                                  | 3      | 10  |
| 1984                                                    | Barclay Nordica Arrows                                                        | A7        | BMW M12/13 1.5 L4t       | G    | 17             | Thierry Boutsen                             | 3      | 11  |
| 1984                                                    | Barclay Nordica Arrows                                                        | A7        | BMW M12/13 1.5 L4t       | G    | 18             | Marc Surer                                  | 3      | 11  |
| 1985                                                    | Barclay Arrows BMW                                                            | A8        | BMW M12/13 1.5 L4t       | G    | 17 18          | Gerhard Berger Thierry Boutsen              | 14     | 8   |
| 1986                                                    | Barclay Arrows BMW                                                            | A8 A9     | BMW M12/13 1.5 L4t       | G    | 17 18          | Marc Surer Christian Danner Thierry Boutsen | 1      | 10  |
| 1987                                                    | USF&G Arrows Megatron                                                         | A10       | Megatron M12/13 1.5 L4t  | G    | 17 18          | Derek Warwick Eddie Cheever                 | 11     | 7   |
| 1988                                                    | USF&G Arrows Megatron                                                         | A10B      | Megatron M12/13 1.5 L4t  | G    | 17 18          | Derek Warwick Eddie Cheever                 | 23     | 5   |
| 1989                                                    | USF&G Arrows Ford                                                             | A11       | Ford-Cosworth DFR 3.5 V8 | G    | 9 10           | Derek Warwick Martin Donnelly Eddie Cheever | 13     | 7   |
| 1990                                                    | Footwork Arrows Racing                                                        | A11 A11B  | Ford-Cosworth DFR 3.5 V8 | G    | 9 10           | Michele Alboreto Bernd Schneider Alex Caffi | 2      | 9   |
| Arrows nu a participat în Formula 1 între 1991 și 1996. |                                                                               |           |                          |      |                |                                             |        |     |
| 1997                                                    | Danka Arrows Yamaha                                                           | A18       | Yamaha OX11A 3.0 V10     | B    | 1 2            | Damon Hill Pedro Diniz                      | 9      | 8   |
| 1998                                                    | Danka Zepter Arrows                                                           | A19       | Arrows T2-F1 3.0 V10     | B    | 16 17          | Pedro Diniz Mika Salo                       | 6      | 7   |
| 1999                                                    | Repsol Arrows                                                                 | A20       | Arrows T2-F1 3.0 V10     | B    | 14 15          | Pedro de la Rosa Toranosuke Takagi          | 1      | 9   |
| 2000                                                    | Arrows F1 Team                                                                | A21       | Supertec FB02 3.0 V10    | B    | 18 19          | Pedro de la Rosa Jos Verstappen             | 7      | 7   |
| 2001                                                    | Orange Arrows Asiatech                                                        | A22       | Asiatech 001 3.0 V10     | B    | 14 15          | Jos Verstappen Enrique Bernoldi             | 1      | 10  |
| 2002                                                    | Orange Arrows                                                                 | A23       | Cosworth CR-3 3.0 V10    | B    | 20 21          | Heinz-Harald Frentzen Enrique Bernoldi      | 2      | 11  |